# Tutta colpa di Freud - La serie
Tutta colpa di Freud - La serie è una serie televisiva italiana, pubblicata in prima visione in streaming sulla piattaforma Prime Video il 26 febbraio 2021 e trasmessa in chiaro su Canale 5 ogni mercoledì in prima serata dal 1º al 22 dicembre 2021. È creata da Paolo Genovese, Chiara Laudani e Carlo Mazzotta e diretta da Rolando Ravello, co-prodotta da RTI, Lotus Production e Prime Video ed ha come protagonista Claudio Bisio. È ispirata all'omonimo film del 2014 diretto dallo stesso Paolo Genovese.

## Trama
Francesco è uno psicoanalista milanese, separato da tempo e con tre figlie che ha cresciuto da solo: Sara, prossima al matrimonio, Marta, ricercatrice universitaria, ed Emma, che ha appena finito il liceo. Dopo che anche l'ultima delle sue figlie lascia la casa paterna, Francesco si ritrova a dover andare lui stesso in terapia. Una serie di circostanze costringe le tre figlie a tornare a vivere con lui e Francesco deve gestire questa situazione inaspettata, mentre cerca di mettere ordine nella sua vita e in quella dei suoi pazienti.

## Episodi
| Stagione       | Episodi | Pubblicazione    | Prima visione TV | Prima visione TV |
| Stagione       | Episodi | Pubblicazione    | Inizio           | Fine             |
| -------------- | ------- | ---------------- | ---------------- | ---------------- |
| Prima stagione | 8       | 26 febbraio 2021 | 1º dicembre 2021 | 22 dicembre 2021 |

## Personaggi e interpreti

### Personaggi principali
- Francesco Taramelli, interpretato da Claudio Bisio. È uno psicoanalista cinquantenne che soffre di attacchi di panico[7].
- Anna Cafini, interpretata da Claudia Pandolfi. È la psichiatra di Francesco[7].
- Matteo De Tommasi, interpretato da Max Tortora. È il migliore amico di Francesco, lavora come autista di NCC[7].
- Sara Taramelli, interpretata da Caterina Shulha. È la figlia di mezzo di Francesco che, sul punto di sposarsi con il suo fidanzato, realizza di essere lesbica e si innamora della proprietaria dell'atelier che si sta occupando del suo matrimonio[7].
- Marta Taramelli, interpretata da Marta Gastini. È la figlia maggiore di Francesco; è una ricercatrice universitaria che torna a vivere con il padre dopo essersi lasciata con il suo professore, che aveva con lei una relazione extraconiugale[7].
- Emma Taramelli, interpretata da Demetra Bellina. È la figlia minore di Francesco, è una diciottenne con il sogno di diventare una influencer[7].
- Claudio Malesci, interpretato da Luca Bizzarri: il titolare di una importante agenzia web[7].
- Niki, interpretata da Lana Vladi: la proprietaria di un atelier di cui si innamora Sara[7].
- Filippo, interpretato da Valerio Morigi. È il fidanzato di Sara[7].
- Ettore, interpretato da Luca Angeletti. È il preside della facoltà di archeologia e amante di Marta[7].
- Angelica, interpretata da Magdalena Grochowska. È l'ex moglie di Francesco, con il quale ha divorziato per partecipare a battaglie ambientaliste in giro per il mondo[7].
- Chiara Leonardi, interpretata da Stefania Rocca. È una determinata cacciatrice di teste per importanti aziende[7].

### Personaggi secondari
- Riccardo Della Martire, interpretato da Giuseppe Spata. È un paziente di Francesco Taramelli; inizierà una relazione con sua figlia Marta spacciandosi per avvocato
- Piera, interpretata da Pia Engleberth. È la madre di Filippo, e moglie di Giacomo
- Giacomo, interpretato da Giancarlo Previati. È il padre di Filippo.
- Ginecologa di Sara, interpretata da Elisabetta Coraini.
- Elide, interpretata da Silvia Cohen.
- Ricettatore, interpretato da Lele Vannoli.
- Andrologo, interpretato da Michelangelo Pulci.
- Giulio, interpretato da Herbert Ballerina.
- Clohe, interpretata da Alice Arcuri

## Produzione
La serie è prodotta da RTI, Lotus Production e Prime Video. Nel dicembre 2019 Paolo Genovese annuncia l'inizio della serie, ispirata al suo film del 2014.

### Riprese
Nella primavera 2020 le riprese sono state interrotte a causa della pandemia di COVID-19 e ricominciano nel giugno del 2020.